# Pont Toutchkov
Le pont Toutchkov (en russe : Тучков мост) est un pont de la ville de Saint-Pétersbourg, en Russie. Il enjambe la Petite Neva (Malaïa Neva) pour la Perspective Bolchoï, un défluent de la Neva. 
Sa longueur est de 226 mètres et sa largeur est de 36 mètres. Le pont Toutchkov relie l'île Vassilievski et l'île Petrogradski.
Ce pont est l'un des trois ponts jetés sur la Petite Neva, les autres sont le pont de la Bourse et le pont Lazarev.